# كلير هنتر
كلير هنتر (بالإنجليزية: Clare Hunter)‏ هو مدرب كرة سلة أمريكي، ولد في 1 ديسمبر 1886 في يبسيلانتي في الولايات المتحدة، وتوفي في 8 أبريل 1940 في بويسي في الولايات المتحدة.